# Yu In-chon
Đây là một tên người Triều Tiên, họ là Yu.
Yu In-chon (sinh ngày 20 tháng 3 năm 1951) là một diễn viên và chính trị gia người Hàn Quốc. Ông giữ chức Bộ trưởng Bộ Văn hóa, Thể thao và Du lịch dưới thời Tổng thống Lee Myung-bak và Yoon Suk Yeol. Ông trước đây là Cố vấn đặc biệt của Tổng thống về Văn hóa và Thể thao.

## Xuất thân và học vấn
Yu In-chon sinh ra tại huyện Wanju, tỉnh Bắc Jeolla, Hàn Quốc vào năm 1951. Ông tốt nghiệp cử nhân sân khấu và điện ảnh tại Đại học Chung-Ang.

## Sự nghiệp diễn xuất
Yu bắt đầu sự nghiệp với tư cách là một diễn viên truyền hình, nhưng niềm đam mê diễn kịch nên anh thành lập Yu Theater ở Gangnam-gu của Seoul, tháng 4 năm 1999.

## Sự nghiệp chính trị
Năm 2004, ông trở thành người đại diện của Quỹ Văn hóa và Nghệ thuật Seoul trực thuộc Chính quyền Thủ đô Seoul, cơ quan lãnh đạo chính sách văn hóa của thành phố, nhờ tình bạn của ông với thị trưởng lúc đó là Lee Myung-bak.
Khi sự cố Live Music Camp xảy ra vào năm 2005, thị trưởng Seoul, Lee Myung-bak đề nghị chính quyền nên kiểm soát các buổi hòa nhạc ở Hongdae. Vào thời điểm này, Yu In-chon đã hiểu rõ về văn hóa đại học nên đã đưa Lee Myung-bak đến câu lạc bộ "Drug" và cùng với Lee xem ban nhạc Oh! Brothers và bảo vệ văn hóa câu lạc bộ, nhờ điều này, Lee Myung-bak, có ý định xóa sổ các câu lạc bộ, đã thay đổi quyết định và bác bỏ và nói ông không thể tự mình làm điều đó.
Ông trở thành Bộ trưởng Bộ Văn hóa, Thể thao và Du lịch dưới thời Lee Myung-bak năm 2008. Ngày 21 tháng 7 năm 2011, Lee Myung-bak bổ nhiệm Yu In-chon làm Cố vấn đặc biệt của Tổng thống về Văn hóa và Thể thao.
Ngày 6 tháng 7 năm 2023, Yoon Suk Yeol bổ nhiệm Yu In-chon làm Cố vấn đặc biệt của Tổng thống về Văn hóa và Thể thao. Ngày 13 tháng 9 năm 2023, Yoon đề cử Yu In-chon là ứng cử viên chức vụ Bộ trưởng Bộ Văn hóa, Thể thao và Du lịch.

## Danh sách phim

### Điện ảnh
- Chastity (정조 Jeongjo), 1979
- Painful Maturity (아픈 성숙 Nan moleugessne), 1980
- A Battle Journal (종군수첩 Jonggun sucheob), 1981
- The Tree Blooming with Love (사랑이 꽃피는 나무 Salang-e kkochpineun namu), 1981
- The Lover of a Friend (친구애인 Chingu-ein), 1982
- The Foolish Woman (바보스러운 여자 Baboseureowun yeoja), 1983
- Rose Woman (장미부인 Jangmi buin), 1983
- Born on February 30th (2wol 30ilsaeng), 1983
- Reminiscent Flame (불의 회상 Bul-ui hoesang), 1984
- Agada (아가다 Agada), 1984
- Invited People (초대받은 성웅들 Chodaebadeun seongwungdeul), 1984
- Diary of King Yeonsan (연산일기 Yeonsan-ilgi), 1987
- Flower Blooms Even on a Windy Day (Barambuneun nal-e-do kkoch-eun pigo), 1987
- 0.917 (영점구일칠 Yeongjeomguchilil), 1987
- Aje Aje Bara Aje (아제아제 바라아제), 1989
- Honeymoon (밀월 Milwol), 1989
- Kim's War (김의 전쟁 Gim-ui jeonjaeng), 1992[15]
- Change (체인지 Che-inji), 1996
- Firebird (Bulsae 불새), 1997)[15]
- Doctor K (닥터K 1999)
- Wonderful Days (원더풀데이즈 Wondeopeul Daei-jeu) (2003)
- Possible Changes (가능한 변화들 Ganeung-han byeonhwa-deul) (2004)[16]

### Truyền hình
- Gangnam gajok (강남가족), 1974
- Jeonwon ilgi (전원일기), 1980[15]
- Sarang-gwa jinsil (사랑과 진실), 1984
- Bulsae (불새), 1987
- The Years Of Ambition (야망의 세월 Yamang-ui sewol), 1990-1991 - Park Hyung-seop,[17] inspired by Lee Myung-bak[1]
- Jeongdeun-nim (정든 님), 1992
- Ilchulbong (일출봉), 1992
- Tokkaebi-ga ganda (도깨비가 간다), 1994
- Saeya saeya parangsae-ya (새야 새야 파랑새야), 1994
- Jang Nok-su (장녹수), 1995[15]
- Yeoneo-ga doraol-ttae (연어가 돌아올 때), 1996
- Sebeonjjae namja (세 번째 남자), 1997
- The Three Kims Period (삼김시대 Samgim sidae), 1998 - Kim Dae-jung[18]
- Gobaek (고백), 2002
- Royal Story: Jang Hui-bin (장희빈), 2002–3 - Lee Hang

### Sân khấu
| Năm  | Tựa tiếng Anh              | Tựa tiếng Hàn              | Vai trò             | Ref.   |
| ---- | -------------------------- | -------------------------- | ------------------- | ------ |
| 1980 | Jesus Christ Superstar     | 지저스 크라이스트 수퍼스타 | Pontius Pilate      | [ 19 ] |
| 1981 | Evita                      | 에비타                     | Juan Perón          | [ 20 ] |
| 1981 | Hamlet                     | 햄릿                       | Hamlet              | [ 15 ] |
| 1983 | The Merchant of Venice     | 베니스의 상인              | Bassanio            | [ 21 ] |
| 1983 | Macbeth                    | 맥베스                     |                     | [ 8 ]  |
| 1994 | The Taming of the Shrew    | 말괄량이 길들이기          | Petruchio           | [ 22 ] |
| 1995 | Problematic Human, Yeonsan | 문제적 인간, 연산          | Yeonsangun          | [ 15 ] |
| 1996 | Faust                      | 파우스트                   | Devil               | [ 15 ] |
| 1996 | Padam, Padam, Padam        | 빠담, 빠담, 빠담           | Le Pré              | [ 15 ] |
| 1997 | Taxi Driver                | 택시드리벌                 |                     | [ 15 ] |
| 1997 | Kholstomer                 | 홀스또메르                 | Kholstomer          | [ 15 ] |
| 1997 | King Lear                  | 리어왕                     |                     | [ 22 ] |
| 1999 | Hamlet                     | 햄릿                       | Hamlet              | [ 7 ]  |
| 2015 | Pericles                   | 페리클레스                 | Gauer, Old Pericles | [ 22 ] |
| 2022 | Hamlet                     | 햄릿                       | Claudius            | [ 24 ] |

### Tư liệu
- Conversations with the Past (역사스페셜)[15]

## Giải thưởng
- 1980, Giải thưởng nghệ thuật BaekSang lần thứ 16 : TV부문 신인상 (안국동 아씨(MBC))
- 1986, Giải thưởng nghệ thuật BaekSang lần thứ 22 : TV부문 인기상 (첫사랑(MBC))
- 1987, Giải thưởng nghệ thuật BaekSang lần thứ 23 : TV부문 연기상 (불새(MBC))
- 1988, Giải thưởng nghệ thuật BaekSang lần thứ 24 : 영화부문 인기상 (연산일기)
- 1990, Giải thưởng nghệ thuật BaekSang lần thứ 26 : TV부문 인기상
- 1991, Giải thưởng nghệ thuật BaekSang lần thứ 27 : TV부문 연기상 (야망의 세월(KBS2))
- 1992, Giải thưởng nghệ thuật BaekSang lần thứ 28 : 영화부문 연기상 (김의 전쟁)
- 1993, Giải thưởng nghệ thuật BaekSang lần thứ 29 : TV부문 인기상 (일출봉(MBC))